# Wandtegel

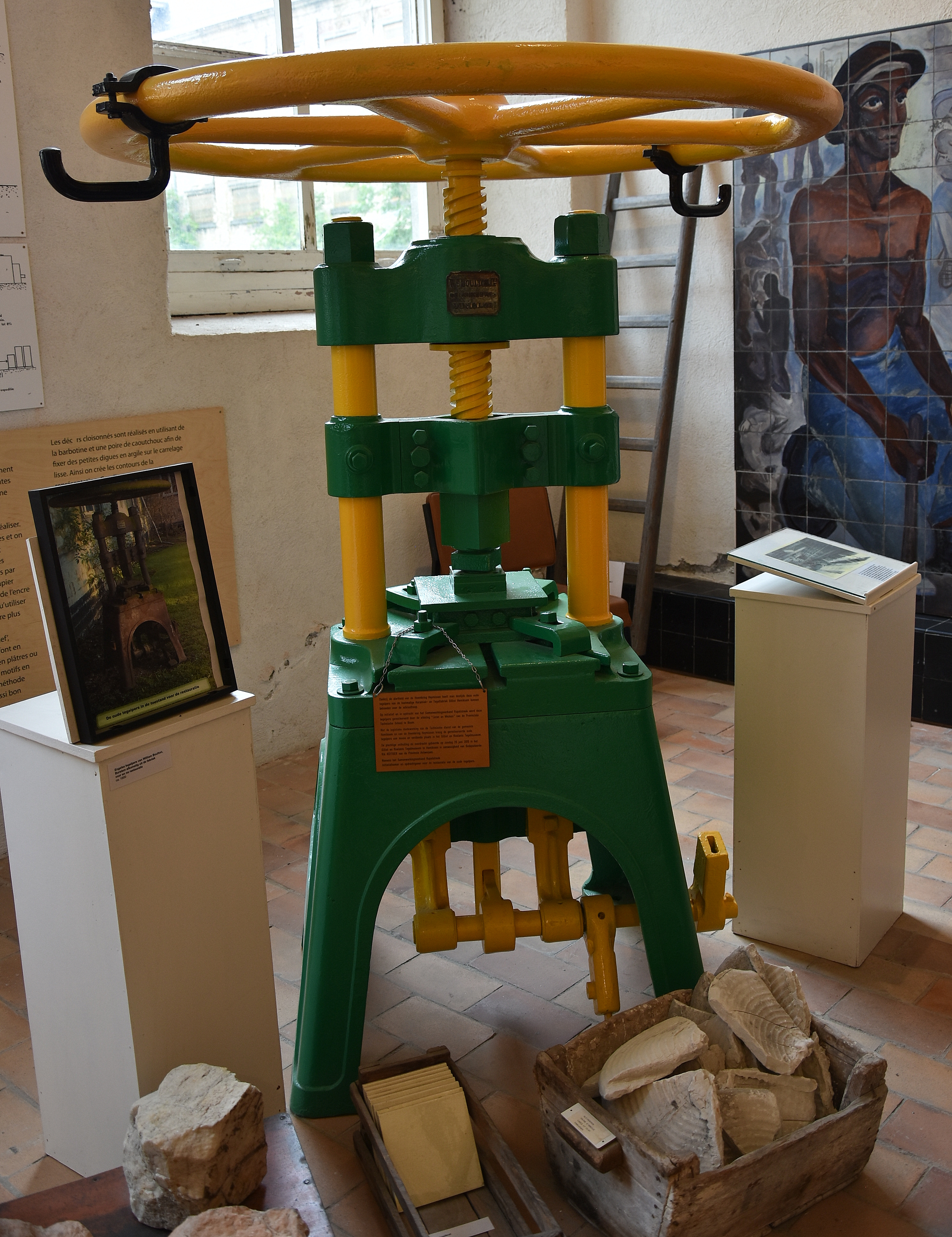
Een tegelpers in het Gilliot & Roelants Tegelmuseum te Hemiksem

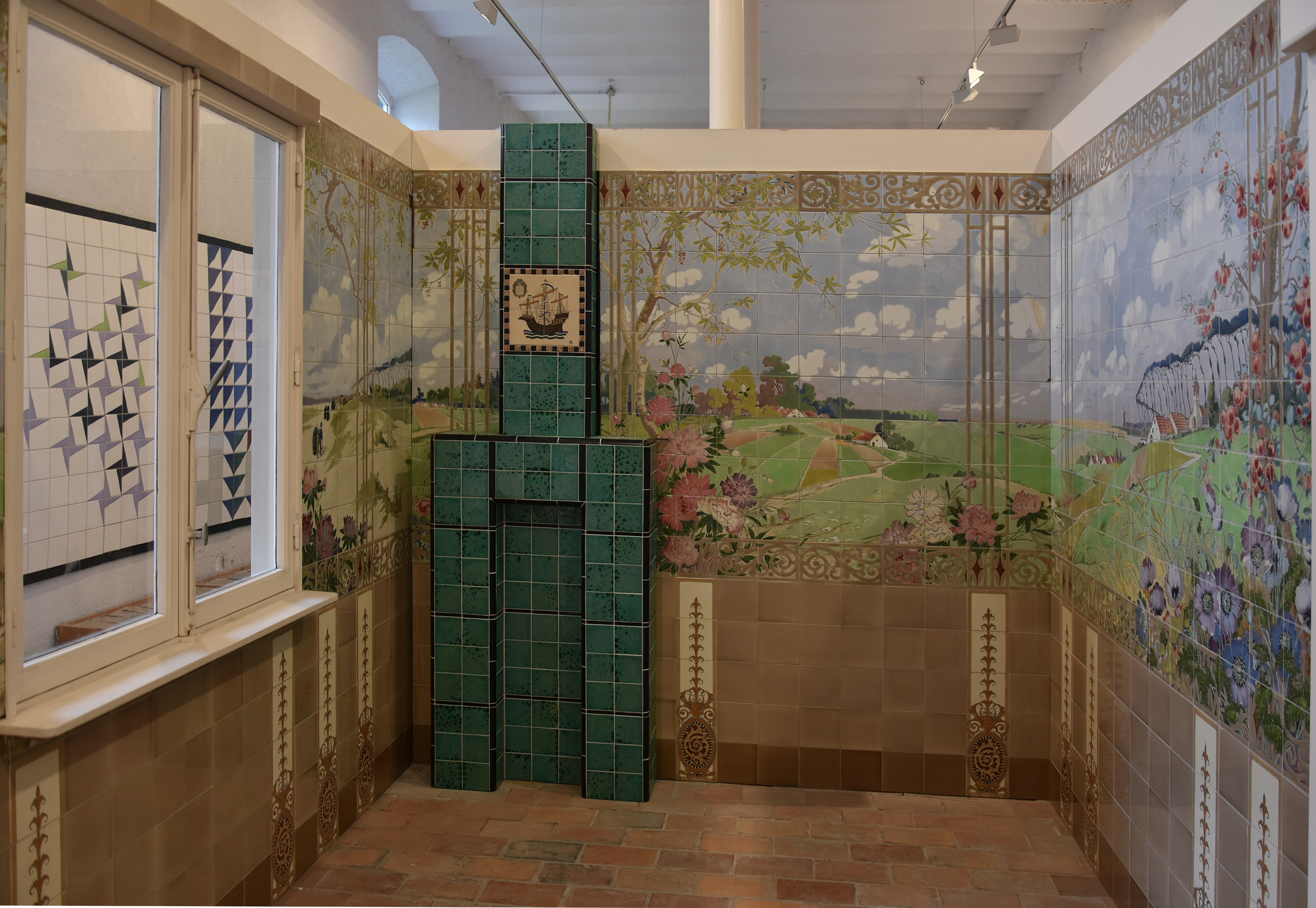
Een betegelde kamer in het Gilliot & Roelants Tegelmuseum te Hemiksem

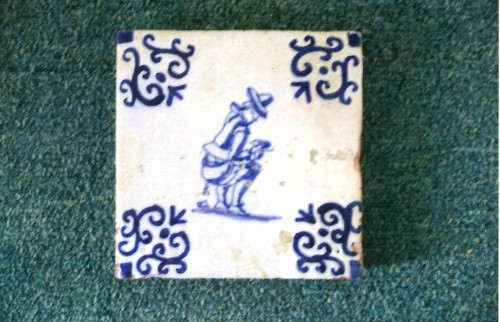
Wandtegel in Delfts blauw

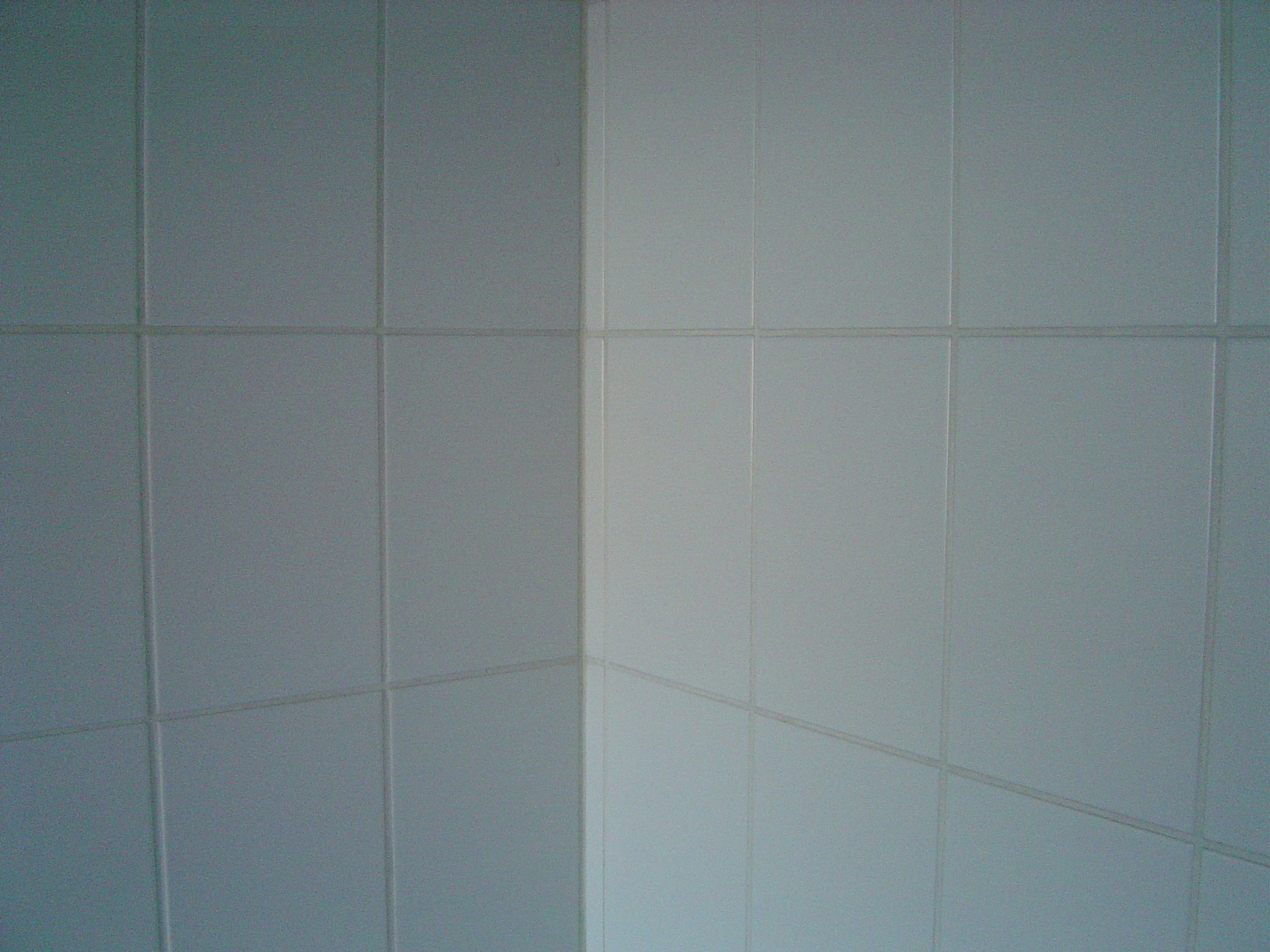
Badkamermuur, bedekt met witte wandtegels

Een wandtegel is in de regel een vierkant of rechthoekig stuk materiaal, dat tegen een wand kan worden gelijmd of gehangen. Tegels dienen vaak als bescherming en decoratie van wand of muur. Tegels worden van gebakken klei gemaakt of natuursteen zoals marmer.
Een tegel beschermt tegen spetters van vloeistoffen, en is vaak gemakkelijker schoon te maken dan een gestucadoorde muur, of een wand afgewerkt met behang. Dit komt doordat een tegel vaak geglazuurd is. Voornamelijk op plaatsen waar hygiëne gewenst is, zoals in de keuken, badkamer, abattoirs, ziekenhuizen, zwembaden of op het toilet worden tegels toegepast.
Tegels sluiten vaak niet naadloos op elkaar aan, de voegen die ontstaan zijn onder andere nodig om maatverschillen in de tegels op te vangen, verder is de voeg nodig om een dichte afwerklaag (tegel + voeg) op de wand te verkrijgen. De voegen worden afgevoegd met cement of een ander vulmateriaal, inwendige hoeken in het tegelwerk worden afgekit. Bij instellingen waar van overheidswege de hygiëne gewaarborgd moet zijn, zoals in een professionele keuken, worden voegen dan vaak ook nog eens gecoat met een kunststof laag, die vaak doorzichtig is en glad is.
Tegels zijn in vele kleuren en motieven leverbaar. Decoratieve tegels worden vaak opgehangen aan een spijker of schroef in de muur. Ze kunnen ook tussen de normale tegels worden aangebracht. Vaak zijn de wandtegels, die dienen ter decoratie ook geglazuurd, en kunnen net zo goed dienen als bescherming van de muur.
In commerciële toepassingen worden speciale tegelstrips voor binnenhoeken en buitenhoeken gefabriceerd. Ter decoratie zijn ook andere smalle tegelstrips leverbaar. Er bestaan tegelmatten die bestaan uit mozaïekvormige tegeltjes die op een grofmazig gaas zijn geplakt. Een grote afbeelding verspreid over meerdere tegels heet een tableau. Er bestaan wandtegels voor specifieke toepassingen, bijvoorbeeld met ingebouwd zeepbakje of toiletrolhouder.
Op handgeschilderde tegels kan men vaak het reliëf voelen dat wordt veroorzaakt door de verf.